# Asha Gigi
Asha Gigi (* 15. Oktober 1973 in der Region Arsi) ist eine äthiopische Langstreckenläuferin, die sich auf den Marathon spezialisiert hat.

## Leben
Bei den Crosslauf-Weltmeisterschaften 1994 in Budapest belegte sie den 19. Platz und gewann mit dem äthiopischen Team Silber. 1998 kam sie bei den Halbmarathon-WM in Uster auf Rang 19. 2002 lief sie bei den Halbmarathon-WM in Brüssel auf dem 17. Platz ein und wurde beim 10.000-Meter-Lauf der Leichtathletik-Afrikameisterschaften in Radès Vierte.
2003 wurde sie Fünfte beim Rock ’n’ Roll Marathon und belegte beim Marathon der Weltmeisterschaften in Paris den 19. Platz. Im Jahr darauf wurde sie Zehnte beim Osaka Women’s Marathon, siegte beim Ribarroja-del-Turia-Halbmarathon und wurde Zweite beim Paris-Marathon.
2005 wurde sie jeweils Dritte beim Lissabon-Halbmarathon und in Paris und lief bei den Weltmeisterschaften in Helsinki auf dem 16. Platz ein. 2006 wurde sie Siebte in Paris und Vierte beim Berlin-Marathon. Nach einem vierten Platz in Paris 2007 gelang ihr beim Toronto Waterfront Marathon ihr erster Sieg: Mit 2:33:16 h stellte sie einen Streckenrekord auf.
2008 wurde sie Sechste beim Dubai-Marathon, siegte beim Prag-Halbmarathon und wurde jeweils Dritte beim Hamburg-Marathon und in Toronto. 2009 folgte ein elfter Platz in Dubai.
2011 gelangen ihr nach einem sechsten Platz beim Xiamen-Marathon und einem zweiten Platz beim Halbmarathon des Paderborner Osterlaufs Siege beim Gutenberg-Marathon und beim Florenz-Marathon. 2012 wurde sie Vierte beim Daegu-Marathon.

## Persönliche Bestzeiten
- 5000 m: 15:25,26 min, 27. Mai 1996, Hengelo
- 10.000 m: 31:48,31 min, 7. Juni 2003, Palo Alto
- Halbmarathon: 1:10:39, 4. September 2005, Virginia Beach
  - 1:10:27 h, 14. August 2005, Helsinki (Zwischenzeit)
- Marathon: 2:26:05 h, 4. April 2004, Paris